# Cục Công nghệ thông tin và Dữ liệu tài nguyên môi trường (Việt Nam)
Cục Chuyển đổi số và Thông tin dữ liệu tài nguyên môi trường là cơ quan trực thuộc Bộ Tài nguyên và Môi trường, có chức năng tham mưu, giúp Bộ trưởng thống nhất quản lý hoạt động ứng dụng công nghệ thông tin, chuyển đổi số, phát triển Chính phủ điện tử hướng tới Chính phủ số ngành tài nguyên và môi trường; tổ chức xây dựng, quản lý, vận hành hệ thống thông tin, hệ thống cơ sở dữ liệu tài nguyên và môi trường quốc gia; lưu trữ, thông tin tư liệu, thư viện ngành tài nguyên và môi trường; cung cấp các dịch vụ công theo quy định của pháp luật.
Chức năng, nhiệm vụ, quyền hạn và cơ cấu tổ chức của Cục Chuyển đổi số và Thông tin dữ liệu tài nguyên môi trường được quy định tại Quyết định 2868/QĐ-BTNMT ngày 27 tháng 10 năm 2022 của Bộ trưởng Bộ Tài nguyên và Môi trường.

## Lịch sử hình thành và phát triển[1]
- Giai đoạn 1994 - 2002: Trung tâm thông tin lưu trữ tư liệu địa chính trực thuộc Tổng cục Địa chính.
- Giai đoạn 2002 - 19/3/2008: Trung tâm Thông tin trực thuộc Bộ Tài nguyên và Môi trường.
- Giai đoạn 19/3/2008 - 4/4/2017: Cục Công nghệ thông tin trực thuộc Bộ Tài nguyên và Môi trường.
- Giai đoạn 4/4/2017 - 1/11/2022: Cục Công nghệ thông tin và Dữ liệu tài nguyên môi trường trực thuộc Bộ Tài nguyên và Môi trường.
- Từ ngày 1/11/2022: Cục Chuyển đổi số và Thông tin dữ liệu tài nguyên môi trường trực thuộc Bộ Tài nguyên và Môi trường.

## Nhiệm vụ và quyền hạn
Theo Điều 2, Quyết định 2868/QĐ-BTNMT ngày 27 tháng 10 năm 2022 của Bộ trưởng Bộ Tài nguyên và Môi trường, Cục Chuyển đổi số và Thông tin dữ liệu tài nguyên môi trường có các nhiệm vụ, quyền hạn chính:
1. Xây dựng, trình Bộ trưởng cơ chế, chính sách, văn bản quy phạm pháp luật, định mức kinh tế - kỹ thuật, tiêu chuẩn, quy chuẩn kỹ thuật, quy trình, quy định về ứng dụng công nghệ thông tin, phát triển hạ tầng số, các nền tảng số, nền tảng dữ liệu số, cơ sở dữ liệu và các nền tảng, ứng dụng, dịch vụ số; an toàn thông tin; công tác lưu trữ và thông tin tư liệu, thư viện tài nguyên và môi trường.
2. Xây dựng, trình Bộ trưởng chiến lược, quy hoạch, kế hoạch, chương trình, đề án, dự án, nhiệm vụ chuyên môn về ứng dụng công nghệ thông tin, phát triển hạ tầng số, các nền tảng số, nền tảng dữ liệu số, cơ sở dữ liệu và các ứng dụng, dịch vụ số; an toàn thông tin; công tác lưu trữ và thông tin tư liệu, thư viện tài nguyên và môi trường; hướng dẫn, kiểm tra và tổ chức thực hiện sau khi được phê duyệt.
3. Hướng dẫn, kiểm tra việc thực hiện các quy định pháp luật về: hoạt động ứng dụng công nghệ thông tin; chuyển đổi số, phát triển Chính phủ điện tử hướng tới Chính phủ số, kinh tế số, xã hội số; an toàn thông tin, bảo vệ an ninh mạng; công tác lưu trữ và thông tin tư liệu, thư viện tài nguyên và môi trường tại các đơn vị trong ngành tài nguyên và môi trường và các tổ chức có liên quan.
4. Thẩm định về công nghệ, giải pháp kỹ thuật, chuyên môn nghiệp vụ đối với công tác ứng dụng công nghệ thông tin, chuyển đổi số, phát triển Chính phủ điện tử hướng tới Chính phủ số; việc xây dựng, quản lý, vận hành, cung cấp khai thác, sử dụng hạ tầng số, nền tảng dữ liệu số, cơ sở dữ liệu và các nền tảng, ứng dụng, dịch vụ số; bảo đảm an toàn thông tin, bảo vệ an ninh mạng; công tác lưu trữ và thông tin tư liệu, thư viện ngành tài nguyên và môi trường của các đơn vị thuộc Bộ.
5. Hướng dẫn, kiểm tra, giám sát thi công, nghiệm thu, đánh giá hiệu quả đối với: việc ứng dụng công nghệ thông tin, chuyển đổi số, phát triển Chính phủ điện tử hướng tới Chính phủ số; việc xây dựng, vận hành hạ tầng số, nền tảng dữ liệu số, cơ sở dữ liệu và các nền tảng, ứng dụng, dịch vụ số; việc bảo đảm an toàn thông tin, bảo vệ an ninh mạng; về công tác lưu trữ và thông tin tư liệu, thư viện ngành tài nguyên và môi trường theo thẩm quyền và phân công của Bộ trưởng.
6. Về ứng dụng công nghệ thông tin, phát triển Chính phủ điện tử hướng tới Chính phủ số
a) Xây dựng, hoàn thiện phương thức, quy trình làm việc của ngành tài nguyên và môi trường trên môi trường số;
b) Xây dựng, quản lý, vận hành và cập nhật: Kiến trúc Chính phủ điện tử, Kiến trúc Chính phủ số của Bộ; Kiến trúc điện tử ứng dụng các lĩnh vực tài nguyên và môi trường; hệ thống cơ sở dữ liệu danh mục dùng chung ngành tài nguyên và môi trường;
c) Xây dựng, quản lý, vận hành các nền tảng Chính phủ điện tử hướng tới Chính phủ số, tích hợp, kết nối, liên thông với các nền tảng của Chính phủ, các bộ, ngành, địa phương theo quy định;
d) Quản lý, hướng dẫn triển khai chữ ký số, chứng thư số, chứng thực chữ ký số chuyên dùng Chính phủ của các đơn vị thuộc Bộ;
đ) Tổ chức thực hiện đo lường, thống kê, đánh giá, xếp hạng về ứng dụng công nghệ thông tin, chuyển đổi số, phát triển Chính phủ điện tử tiến tới Chính phủ số ngành tài nguyên và môi trường theo quy định;
e) Đề xuất, tham gia thẩm định các phương án thuê, đầu tư, mua sắm tập trung các dịch vụ, thiết bị công nghệ thông tin, các phần mềm ứng dụng nền tảng, phần mềm có số lượng người dùng lớn, hạ tầng số tập trung và tổ chức thực hiện theo phân công của Bộ trưởng;
g) Đề xuất việc phân bổ các nguồn lực cho hoạt động ứng dụng công nghệ thông tin, chuyển đổi số, phát triển Chính phủ điện tử hướng tới Chính phủ số ngành tài nguyên và môi trường theo phân công của Bộ trưởng.
7. Về thông tin dữ liệu tài nguyên và môi trường
a) Hướng dẫn, kiểm tra công tác thu thập, xây dựng, quản lý, lưu trữ, vận hành, tích hợp, kết nối, liên thông, khai thác, chia sẻ, sử dụng thông tin, dữ liệu tài nguyên và môi trường theo phân công của Bộ trưởng;
b) Hướng dẫn, thẩm định việc xây dựng, quản lý, phát triển hạ tầng dữ liệu, các cơ sở dữ liệu chuyên ngành, quốc gia bảo đảm cho phát triển Chính phủ số; kết nối, chia sẻ với các cơ sở dữ liệu quốc gia, cơ sở dữ liệu chuyên ngành của các bộ, ngành với các địa phương; việc phân tích, xử lý, dịch vụ thông tin, dữ liệu số; việc cung cấp, chia sẻ sử dụng, mở dữ liệu theo quy định của pháp luật;
c) Xây dựng, quản lý, vận hành, thu thập, cập nhật, xử lý, cung cấp, chia sẻ dữ liệu, thông tin của các hệ thống cơ sở dữ liệu quốc gia, tổng hợp, dùng chung về tài nguyên và môi trường theo phân công của Bộ trưởng;
d) Xây dựng, quản lý, vận hành kho dữ liệu, dữ liệu lớn và trung tâm xử lý dữ liệu tài nguyên môi trường dùng chung; phát triển, quản lý, khai phá, phân tích, xử lý dữ liệu tổng hợp, dữ liệu thông minh phục vụ chuyển đổi số, phát triển Chính phủ điện tử tiến tới Chính phủ số, kinh tế số ngành tài nguyên và môi trường theo phân công của Bộ trưởng;
e) Xây dựng, quản lý, quản trị, giám sát, vận hành Nền tảng tích hợp, chia sẻ dữ liệu ngành tài nguyên và môi trường kết nối với Nền tảng tích hợp, chia sẻ dữ liệu quốc gia, Nền tảng tích hợp, chia sẻ dữ liệu của các bộ, ngành, địa phương; xây dựng, quản lý, vận hành Cổng dữ liệu, Cổng dữ liệu mở tài nguyên và môi trường cung cấp dữ liệu, dữ liệu mở, dữ liệu dùng chung theo các quy định pháp luật;
g) Tổ chức triển khai thiết kế, tích hợp, kết nối dữ liệu tài nguyên và môi trường đáp ứng yêu cầu phát triển đô thị thông minh theo phân công của Bộ trưởng.
8. Về phát triển, vận hành hạ tầng số
a) Xây dựng, quản lý, vận hành hệ thống hạ tầng số, hạ tầng mạng của Bộ thống nhất, kết nối, liên thông với hạ tầng số của Chính phủ, các Bộ, ngành, địa phương theo quy định;
b) Xây dựng, quản lý, triển khai, vận hành an toàn thông tin, liên kết các Trung tâm dữ liệu của Bộ. Quản lý, vận hành an toàn thông tin các hạ tầng điện toán đám mây, hạ tầng kết nối internet vạn vật (IOT), nền tảng khai phá dữ liệu và kết nối với các hạ tầng của Chính phủ, của các các bộ, ngành, địa phương;
c) Tổ chức triển khai chuyển đổi IPv6 (giao thức internet thế hệ thứ 6) cho hạ tầng số, hệ thống mạng, dịch vụ số, nền tảng số của Bộ.
9. Về nền tảng số, ứng dụng, dịch vụ số
a) Là đầu mối quản lý, vận hành, kết nối với các nền tảng số, ứng dụng, dịch vụ số của Chính phủ, các bộ, ngành, địa phương theo nhiệm vụ của Bộ Tài nguyên và Môi trường;
b) Tổ chức xây dựng, phát triển, vận hành các nền tảng số, ứng dụng số sử dụng chung trong khai phá dữ liệu lớn, phân tích, xử lý, tổng hợp, thống kê, dự báo, cảnh báo phục vụ chuyển đổi số ngành tài nguyên và môi trường theo phân công của Bộ trưởng;
c) Xây dựng, phát triển các nền tảng, ứng dụng, dịch vụ số, nền tảng mở, hệ sinh thái mở trong chuyển đổi số, phát triển Chính phủ điện tử hướng tới Chính phủ số ngành tài nguyên và môi trường phân công của Bộ trưởng;
d) Xây dựng, quản lý, triển khai, vận hành Hệ thống Trung tâm Giám sát, điều hành thông minh (IOC) kết nối với Hệ thống chỉ đạo, điều hành quốc gia, các bộ, ngành, địa phương.
10. Về bảo đảm an toàn và bảo mật thông tin
a) Tổ chức triển khai bảo đảm an toàn thông tin, bảo vệ an ninh mạng; theo dõi, giám sát công tác thực thi chính sách pháp luật về an toàn thông tin, bảo vệ an ninh mạng; tổ chức hoạt động, điều phối Mạng lưới ứng cứu sự cố an toàn thông tin mạng trong ngành tài nguyên và môi trường;
b) Chủ trì triển khai, hướng dẫn, kiểm tra, giám sát, đánh giá về an toàn thông tin và bảo mật thông tin mạng; phòng chống tấn công mạng; phòng, chống phần mềm độc hại; ứng cứu, khắc phục các sự cố tấn công mạng đối với các hệ thống hạ tầng số, nền tảng số, ứng dụng số, nền tảng dữ liệu, cơ sở dữ liệu do Bộ quản lý;
c) Xây dựng, quản lý, triển khai, vận hành Hệ thống Trung tâm giám sát, điều hành an toàn thông tin, bảo vệ an ninh mạng theo mô hình bốn lớp cho các hệ thống thông tin của bộ, ngành và kết nối, chia sẻ thông tin với Hệ thống giám sát an toàn không gian mạng quốc gia;
d) Tổ chức thẩm định, phê duyệt hoặc trình cấp có thẩm quyền phê duyệt hồ sơ đề xuất, phương án bảo đảm an toàn thông tin; hướng dẫn, kiểm tra, đánh giá công tác bảo đảm an toàn hệ thống thông tin theo cấp độ đối với hệ thống thông tin của Bộ theo quy định của pháp luật;
đ) Tổ chức xây dựng, điều phối, diễn tập, huấn luyện phương án ứng phó các nguy cơ, sự cố mất an toàn thông tin mạng.
11. Về kinh tế số và xã hội số
a) Tổ chức triển khai nhiệm vụ, giải pháp phát triển kinh tế số, xã hội số theo Chiến lược quốc gia về phát triển kinh tế số và xã hội số theo phân công của Bộ trưởng;
b) Tổ chức xây dựng, triển khai các ứng dụng, các dịch vụ nội dung số, kinh doanh số khai thác hiệu quả hệ sinh thái số về tài nguyên và môi trường, đóng góp các nền tảng số cho phát triển kinh tế số, xã hội số ngành tài nguyên và môi trường theo phân công của Bộ trưởng.
12. Tổ chức thực hiện, triển khai, vận hành các giải pháp thông minh trong quan trắc, giám sát, quản lý, cảnh báo, xử lý thông tin, dữ liệu tài nguyên và môi trường theo phân công của Bộ trưởng.
13. Về lưu trữ, thông tin tư liệu và thư viện
a) Kiểm tra, hướng dẫn nghiệp vụ việc thực hiện các quy định của pháp luật về lưu trữ, lưu trữ điện tử chuyên ngành theo quy định. Tổ chức thực hiện quản lý, lưu trữ, bảo quản, cung cấp tư liệu, tài liệu tài nguyên và môi trường theo phân công của Bộ trưởng.
b) Chủ trì, phối hợp công bố thông báo danh mục dữ liệu, thông tin tài nguyên và môi trường trên Cổng thông tin điện tử của Bộ;
c) Thu thập, cập nhật, đăng ký, lưu giữ, công bố thông tin về nhiệm vụ, kết quả ứng dụng nhiệm vụ khoa học và công nghệ của Bộ theo phân công của Bộ trưởng;
d) Chủ trì thực hiện công tác thư viện ngành tài nguyên và môi trường bao gồm thư viện điện tử và các loại sách, tài liệu, tư liệu liên quan theo sự phân công của Bộ trưởng; phát triển nguồn tin giữa các cơ quan thông tin - thư viện về các nguồn thông tin tài nguyên môi trường.
14. Chủ trì, phối hợp với các đơn vị liên quan công khai hóa, công bố, cung cấp, chia sẻ và sử dụng thông tin, tư liệu, dữ liệu, dữ liệu mở về tài nguyên và môi trường với các cơ quan quản lý nhà nước, các tổ chức, cá nhân trong và ngoài nước theo quy định của pháp luật và theo phân công của Bộ trưởng.
15. Theo dõi, đánh giá, báo cáo về hoạt động ứng dụng công nghệ thông tin, chuyển đổi số, phát triển Chính phủ điện tử hướng tới Chính phủ số, Chính quyền số và an toàn thông tin; công tác lưu trữ và thông tin tư liệu, thư viện ngành tài nguyên và môi trường theo quy định.
16. Là đơn vị đầu mối của Bộ tổ chức, phối hợp triển khai thực hiện Chiến lược, Chương trình, Đề án quốc gia về Chuyển đổi số, phát triển Chính phủ điện tử hướng tới Chính phủ số, phát triển kinh tế số và xã hội số, phát triển đô thị thông minh, phát triển dữ liệu quốc gia, an toàn và an ninh không gian mạng; Cách mạng công nghiệp lần thứ tư, trí tuệ nhân tạo, lưu trữ tài liệu điện tử và các Chiến lược, chương trình, đề án quốc gia liên quan theo phân công của Bộ trưởng.
17. Tổ chức nghiên cứu khoa học, chuyển giao công nghệ, hợp tác quốc tế, thực hiện các chương trình, dự án hợp tác quốc tế về ứng dụng công nghệ thông tin, chuyển đổi số, phát triển Chính phủ điện tử hướng tới Chính phủ số, kinh tế số, xã hội số; phát triển hạ tầng số, nền tảng số, dịch vụ số, nền tảng dữ liệu số, cơ sở dữ liệu và an toàn thông tin, bảo vệ an ninh mạng; công tác lưu trữ và thông tin tư liệu, thư viện ngành tài nguyên và môi trường theo phân công của Bộ trưởng.
18. Hướng dẫn, hỗ trợ Sở Tài nguyên và Môi trường các tỉnh, thành phố trực thuộc Trung ương về ứng dụng công nghệ thông tin, chuyển đổi số, phát triển Chính quyền điện tử hướng tới Chính quyền số; phát triển hạ tầng số, nền tảng số, dịch vụ số, nền tảng dữ liệu số, cơ sở dữ liệu; an toàn thông tin; công tác lưu trữ và thông tin tư liệu, thư viện tài nguyên và môi trường.
19. Tổ chức thực hiện các dịch vụ, tư vấn triển khai về: ứng dụng công nghệ thông tin; chuyển đổi số; phát triển Chính phủ, Chính quyền điện tử, Chính phủ số; phát triển hạ tầng số, nền tảng số, ứng dụng số, dịch vụ số, nền tảng dữ liệu số, hệ thống thông tin, cơ sở dữ liệu; an toàn thông tin; công tác lưu trữ và thông tin tư liệu, thư viện ngành tài nguyên và môi trường theo quy định của pháp luật.
20. Phối hợp với các cơ quan, đơn vị có liên quan thực hiện tuyên truyền, phổ biến nội dung, chính sách pháp luật, nâng cao nhận thức về chuyển đổi số, Chính phủ điện tử hướng tới Chính phủ số, kinh tế số, xã hội số theo phân công của Bộ trưởng. Tổ chức bồi dưỡng về ứng dụng công nghệ thông tin, kiến thức, kỹ năng số và an toàn thông tin trong chuyển đổi số, phát triển Chính phủ điện tử, hướng tới Chính phủ số; công tác lưu trữ và thông tin tư liệu, thư viện ngành tài nguyên và môi trường theo phân công của Bộ trưởng.
21. Tổ chức thực hiện cải cách hành chính theo chương trình, kế hoạch cải cách hành chính của Bộ.
22. Quản lý tổ chức, biên chế, vị trí việc làm, công chức, viên chức, người lao động thuộc Cục theo phân cấp của Bộ Tài nguyên và Môi trường và theo quy định của pháp luật; phối hợp với Vụ Tổ chức cán bộ trong việc xây dựng và phát triển hệ thống tổ chức, nhân lực về ứng dụng công nghệ thông tin, chuyển đổi số, thông tin dữ liệu ngành tài nguyên và môi trường.
23. Quản lý tài chính, tài sản Nhà nước giao; thực hiện trách nhiệm của đơn vị dự toán cấp II đối với các đơn vị trực thuộc Cục theo quy định của pháp luật.
24. Thực hiện các nhiệm vụ khác do Bộ trưởng giao.

## Lãnh đạo Cục
- Cục trưởng: Lê Phú Hà
- Phó Cục trưởng:

1. Khuất Hoàng Kiên
2. Nguyễn Bảo Trung
3. Trần Văn Đoài

## Cơ cấu tổ chức
(Theo Điều 4, Quyết định 2868/QĐ-BTNMT ngày 27 tháng 10 năm 2022 của Bộ trưởng Bộ Tài nguyên và Môi trường)

### Các đơn vị quản lý nhà nước[2]
- Văn phòng Cục
- Phòng Chuyển đổi số
- Phòng Khoa học - Công nghệ và An toàn thông tin
- Phòng Dữ liệu tài nguyên và môi trường
- Phòng Kế hoạch - Tài chính

### Các đơn vị sự nghiệp công lập[3]
- Trung tâm Công nghệ phần mềm và Nền tảng số
- Trung tâm Cơ sở hạ tầng và Bảo đảm an toàn thông tin
- Trung tâm Kiểm định sản phẩm công nghệ thông tin
- Trung tâm Thông tin, lưu trữ và Thư viện tài nguyên môi trường quốc gia
- Trung tâm Ứng dụng công nghệ thông tin và Dữ liệu phía Nam (trụ sở tại Thành phố Hồ Chí Minh)